# La Llosa de Ranes
La Llosa de Ranes [laˈ ʎoˈza deˈ raˈnes] è un comune spagnolo di 3 761 abitanti situato nella comunità autonoma Valenciana.